# George Neuber
Johann George Neuber (* Februar 1786 in Kassel; † Dezember 1819 ebenda) war ein Jurist, Kammeradvokat, Regierungsprokurator und Abgeordneter.

## Leben
Neuber studierte in Marburg Rechtswissenschaften und war dort Teil des Kreises um Friedrich Carl von Savigny.
Neuber war Kammeradvokat und Regierungsprokurator am Appellationsgericht in Kassel. 1815/1816 war er Mitglied des Landtages des Kurfürstentums Hessen-Kassel für die Städte der Grafschaft Katzenelnbogen.